# Krisztina Passuth

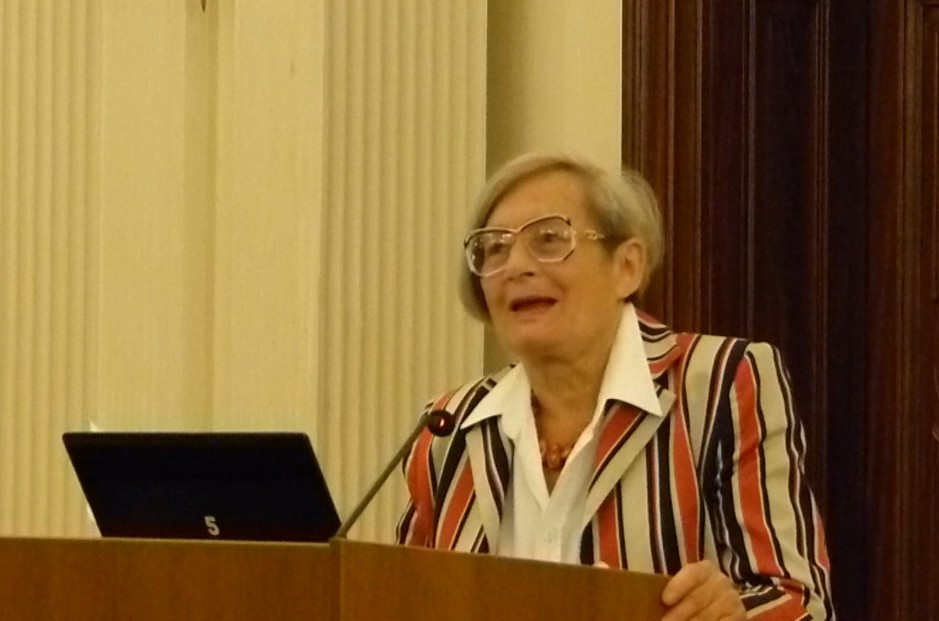
Krisztina Passuth

Krisztina Passuth (* 27. April 1937 in Budapest) ist eine ungarische Kunsthistorikerin.

## Leben
Krisztina Passuths Vater László Passuth  war Bankangestellter und veröffentlichte 1937 seinen ersten aus einer Vielzahl historischer Romane. Krisztina studierte in der kommunistischen Volksrepublik Ungarn ab 1956  Geschichte und Kunstgeschichte an der Eötvös-Loránd-Universität (ELTE). Ab 1962 war sie als Kuratorenassistentin an der Ungarischen Nationalgalerie beschäftigt und wechselte 1966 als Kuratorin an das Szépművészeti Múzeum, wo sie die Abteilung der Moderne leitete und neu gestaltete.  1977 emigrierte sie nach Frankreich, wo sie am Centre Georges Pompidou Arbeit fand und als Kuratorenassistenz 1978 bei der Ausstellung Paris-Berlin und 1979 bei der Ausstellung Paris-Moscou mitwirkte. Danach war sie als Kuratorin am Musée d’art moderne de la Ville de Paris tätig und wurde zwischenzeitlich 1987 an der Sorbonne promoviert. Sie gewann Ansehen im internationalen Ausstellungsgeschehen durch ihre Kenntnis der  gesamteuropäischen Querverbindungen innerhalb der Avantgarde-Kunst des 20. Jahrhunderts. Nach der politischen Wende in Osteuropa kehrte sie 1992 nach Ungarn zurück und war von 1993 bis 2007 Professorin für Kunstgeschichte an der ELTE.
Sie wurde in Ungarn 2001 mit dem Németh Lajos-díj  und 2010 mit dem Széchenyi-díj ausgezeichnet.

## Schriften (Auswahl)
Monografien und Beiträge
- Geometrische Formen in der ungarischen modernen Malerei. In: Agnes Husslein-Arco / Alexander Klee (Hrsg.): Kubismus, Konstruktivismus, Formkunst, Wien 2016
- Lajos Tihanyi. Aus dem Ungarisch von Hermin Lehmann. Verlag der Kunst, Dresden 1977 (DNB 780379543).
- Márffy Ödön. Budapest: Corvina, 1978
- mit Dénes Pataky: Kunst des 20. Jahrhunderts : Museum der Bildenden Künste Budapest. Budapest : Corvina Kiadó, 1978.
- Moholy-Nagy. Budapest : Corvina 1982 (Aus dem Ungarischen von Heribert Thierry, Weingarten 1986)
- Krisztina Passuth: Berlin – Mittelpunkt der Kunst Osteuropas. In: Paris, Berlin, 1900–1933,  Übereinstimmungen und Gegensätze Frankreich-Deutschland. Kunst, Architektur, Graphik, Literatur, Industriedesign, Film, Theater, Musik. Prestel München 1979, S. 222–230, ISBN 3-7913-0466-6.
- Krisztina Passuth: Berlin, in: Timothy O. Benson; Dorothée Brill: Avantgarden in Mitteleuropa 1910 - 1930 : Transformation und Austausch. München : Haus der Kunst 2003, S. 79–84
- Krisztina Passuth: Warum ist "Der Sturm" für tschechische und ungarische Künstler so wichtig?. In: Andrea von Hülsen-Esch und Gerhard Finckh (Hrsg.): Der Sturm : Aufsätze. Wuppertal : Von-der-Heydt-Museum, 2012  ISBN 978-3-89202-082-0 S. 483–496
- Treffpunkte der Avantgarden Ostmitteleuropa 1907 - 1930. Aus dem Ungar.: Anikó Harmath. Budapest : Balassi 1998, deutsch 2003 Rezension

Ausstellungen und Kataloge
- A Nyolcak festészete. Budapest 1967, ISBN 978-963-329-032-3.
- Les Avant-Gardes de l’Europe Centrale 1907–1927. Paris 1988, ISBN 2-08-012034-4.